# Lord Snow
"Lord Snow" er den tredje episode af HBO middelalderlige fantasy tv-serie Game of Thrones. Det blev første gang udsendt den 1. maj 2011. Den blev skrevet af seriens skabere David Benioff og D. B. Weiss , og instrueret af Brian Kirk. Den kritisk modtagelse var generelt positive, og seertallet steg med 10% fra de to første afsnit af serien.
Plottet følger Jon Snows uddannelse på Muren, Eddards ankomst til Kings Landing, efterfulgt af Catelyn, på udkig efter Brans vordende morder, Arya afslører hendes ønske om at lære sværdkamp til sin far, Joffrey får en lektion i at regere kongeriget ved Cersei, og Robert længes om ære for sin fortid. Imens finder Daenerys ud af at, hun er gravid. Episoden var den første til med Old Nan, spillet af Margaret John, der døde før serien blev sendt, og derfor er episoden dedikeret til hendes minde.

## Plot

### På tværs af Det smalle Hav
Daenerys (Emilia Clarke), er begyndt at få tillid til sin nye rolle som Khalens kone og gevinster respekten for den landflygtige ridder Ser Jorah Mormont (Iain Glen). Men forholdet til hendes bror Viserys (Harry Lloyd), bliver anstrengt, da han vredt angreb hende under den antagelse, at hun giver ham ordrer. Som straf bliver Viserys kvalt og næsten dræbt af Daenerys' blodridder Rakharo (Elyes Gabel), og er tvunget til at gå tilbage til lejren efter Daenerys griber ind for at skåne hans liv.
Irri (Amrita Acharia) bemærker, at Daenerys er gravid, og deler nyheder med Jorah og Rakharo. Snarere end at blive glad, går Jorah mystisk til Qohor efter forsyninger. I deres telt, afslører Daenerys til Drogo (Jason Momoa), at deres barn er en dreng.

### I nord
Da Bran (Isaac Hempstead-Wright) nu er vågen, fortæller Old Nan (Margaret John) ham en historie om en uendelige vinter for længe siden, hvor de hvide vandrere først gang dukkede op ridende på deres døde heste og hævne de Wights over de mænd, de slagtede. Hendes historie bliver afbrudt af Robb (Richard Madden), som desværre bekræfter at Brans skader er permanente, og han vil aldrig gå igen. Bran siger, at han ikke er i stand til at huske noget om hans fald, og ønsker han var død.

### På Muren
Jon har sluttet sig til de andre rekrutter under en fast hånd af Ser Alliser Thorne (Owen Teale), og slår let alle modstandere der bliver sendt mod ham. Ser Alliser skælder dem alle for deres dårlige resultater, men har ingen venlige ord til Jon, og giver ham øgetnavnet "Lord Snow" for at håne hans status son horeunge og fortæller ham, at han er "den mindst ubrugelig person, her." Modløse, spørger Jon Benjen (Joseph Mawle) om at tage ham i en flere måneder lange ekspidition nord for Muren, men hans onkel nægter dette, og fortæller Jon, at "her, får en mand, hvad han fortjener, når han fortjener det." 
Tyrion (Peter Dinklage) fortæller Jon, at han ikke er "bedre" end nogen af hans nye "brødre", men kun mere heldige, da han blev trænet af en våbenmester, mens de andre alle er forældreløse drenge eller kriminelle der sandsynligvis har aldrig holdt et sværd før i dag. For at gøre det godt igen, beslutter Jon at give sine rekrutvenner ordentlig sværdtræning. Senere bliver Tyrion tryglede bedt af Lord Commander Mormont og den gamle, blinde Maester Aemon (Peter Vaughan) om, at anmode sin søster og svorger for flere mænd til Nattens Vogtere, da vildling er i et større antal end Vogterne er i stand til at beskæftige sig med, og rygter om, at de hvide vandrere er vendt tilbage bliver mere udbredt. Tyrion er skeptisk, men er enig i at gøre det. Før han forlader Muren, opfylder Tyrion hans ambition at tisse fra toppen af muren og siger farvel til Jon, der omsider accepterer Tyrion som en ven.

### På Kings Landing
Eddard ankommer til Kings Landing. Eddard (Sean Bean) bliver straks indkaldt til et møde i Kongens Lille Råd. På sin vej gennem tronsalen, møder Eddard Jaime Lannister (Nikolaj Coster-Waldau), og ved, at Jaime dræbte den gale kong Aerys Targaryen, far til Daenerys og Viserys Targaryen. Jaime minder Eddard om, at Aerys havde myrdet Eddards far og bror, men Eddard finder ikke denne begrundelse som en god grund til at Jaime skulle bryde sin ed som en ridder af Kongegarden.
Eddard tiltræder Det Lille Råd, som består af kongens bror, Lord Renly (Gethin Anthony), eunukken Lord Varys (Conleth Hill), Stormester Pycelle (Julian Glover), og føreren af Coin Lord Petyr "Lillefinger" Baelish (Aidan Gillen) . Lillefinger havde engang duelleret med Eddards bror for at få Catelyn i ægteskab, og indrømmer, at han stadig er forelsket i hende. Renly meddeler, at Robert har planer om at afholde en stor turnering til ære for Eddards udnævnelse som kongens hånd. Eddard erfarer, at kronen er stærkt forgældede, primært til dronningens far, Lord Tywin Lannister.
Eddard vender tilbage til sit hus, kun for at finde hans døtre skændes. Arya (Maisie Williams) er rasende på Sansa (Sophie Turner) for at lyve for at beskytte Joffrey Baratheon. Ned minder hende om, at Joffrey er en prins, og vil blive konge én dag med Sansa som sin hustru. Han finder ud af at hans yngste datter aspirerer til at blive en sværdkæmper og har et sværd, og han hyrer en Braavosi "vanddanser" (fægter), Syrio Forel (Miltos Yerolemou) for at lære hende kunsten at sværdevner.
Catelyn ankommer til Kings Landing, angiveligt i hemmelighed. Men hun er taget til fange på af et par byens vægtere på bordeller ejet af Lillefinger. Han møder hende for at fortælle hende, at han havde bragte hende der for at holde hende sikkert og skjult. Varys, der også er til stede, afslører, at han fik nys om Catelyn ankomst gennem hans spioner. De tre, og Ser Rodrik (Ron Donachie) diskutere mordforsøg på Bran. Lillefinger chokere dem alle ved at indrømme, at Assassins dolk var engang hans egen. Han hævder, at han mistede den til Tyrion Lannister, i et væddemål om at Jaime Lannister ville vinde en tidligere turnering. Lillefinger arrangerer et møde mellem Eddard og hans kone, og Lord Stark tager modvilligt Lillefinger som en allieret, der vil hjælpe dem med at finde Brans voldsmand.

## Produktion

### Skrivning
"Lord Snow" er skrevet af seriens skabere David Benioff og D. B. Weiss, er baseret på den originale bog af George R. R. Martin  "Lord Snow" omfatter kapitlerne 18-22 og dele af 23 og 24 (Catelyn IV, Jon III, Eddard IV, Tyrion III, Arya II, Daenerys III, og Bran IV). Begivenhederne i serien er især tro mod bogen. I en bemærkelsesværdig undtagelse, ankommer Catelyn og Rodrick i Kings Landing via Kongevejen, end at have taget et skib og ankom først som i bogen. Nogle scener blev også skabt til serien, især en samtale mellem Joffrey og Cersei om, hvad det vil betyde, når han er konge, og Neds konfrontation med Jaime i tronsalen. Der er også scener, der konkretisere karaktererne Irri og Rakharo. 

### Casting
Den tredje episode introducerer en masse nye figurer til historien, på grund af udvidelsen af historien til de nye lokationer; Kings Landing og Muren.
I hovedstaden bliver medlemmerne af rådet præsenteret. Aidan Gillen, kendt for sine roller i Queer as Folk og The Wire har rollen som Lord Petyr Baelish, kongens møntmester kendt som "Lillefinger". Gethin Anthony spiller kongens yngste bror Renly Baratheon og skuespiller Julian Glover, velkendt af science fiction og fantasy fans efter optrådt i film som The Empire Strikes Back og Indiana Jones blev castet som Stormester Pycelle efter at skuespilleren Roy Dotrice skulle erstattes af medicinske årsager.  Forfatter George R. R. Martin skrev karakteren til Conleth Hill som spionsmester Varys: "Hill, ligesom Varys, er ganske en kamæleon, en skuespiller, der virkelig forsvinder mere ind i de karakter, han skildrer, end blot at bringe slimede hofmand til live." Ian McElhinney spiller Ser Barristan Selmy, den øverstbefalende for Kongegarden og Miltos Yorelemou vises som fægteinstruktør Syrio Forel. McElhinney havde tidligere spillet Gillens far i Queer as Folk.
Prioriteringen af Muren er indført med James Cosmo som chef Jeor Mormont, Peter Vaughan som den blinde mester Aemon, Owen Teale som træner af de nye rekrutter Ser Alliser Thorne, og Francis Magee som Yoren.